# Tadeu Henrique Prost
Tadeu Henrique Prost OFM (* 6. Dezember 1915 in Chicago; † 2. August 1994) war ein US-amerikanischer römisch-katholischer Ordensgeistlicher und Weihbischof in Belém do Pará.

## Leben
Tadeu Henrique Prost trat der Ordensgemeinschaft der Franziskaner bei und empfing am 24. Juni 1942 das Sakrament der Priesterweihe.
Am 23. August 1962 ernannte ihn Papst Johannes XXIII. zum Titularbischof von Fronta und zum Weihbischof in Belém do Pará. Der Weihbischof in Chicago, Raymond Peter Hillinger, spendete ihm am 1. November desselben Jahres die Bischofsweihe; Mitkonsekratoren waren der emeritierte Bischof von Belize, David Francis Hickey SJ, und der Weihbischof in Saint Louis, Glennon Patrick Flavin.
Papst Johannes Paul II. nahm am 13. März 1992 das von Prost aus Altersgründen vorgebrachte Rücktrittsgesuch an.
Tadeu Henrique Prost nahm an der zweiten und vierten Sitzungsperiode des Zweiten Vatikanischen Konzils teil.